# 525 a.C.

## Eventos
- Cambises conquista o Egito.[1]

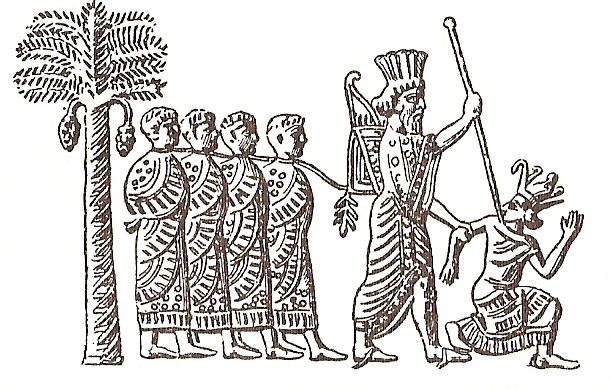
Cambises captura Psamético.

- Polícrates, tirano de Samos, envia quarenta navios da Cambises, com os cidadãos que ele gostaria que não voltassem a Samos. Estes declaram guerra a Polícrates, porém sem sucesso.[1]
- Cambises tratou o Egito com extrema crueldade, e foi admoestado por Creso. Cambises ordena a execução de Creso, mas este é poupado pelos persas. No ano seguinte, estes persas seriam executados por Cambises.[1]

## Nascimentos
- Ésquilo de Atenas, poeta trágico.[1][2] Ele ganhou seu primeiro prêmio em 486 a.C. e morreu em 467 a.C.[2]